# Ostrów Kaliski (gmina)
Ostrów Kaliski (od 1973 Brzeziny) – dawna gmina wiejska istniejąca do 1954 roku w woj. łódzkim i poznańskim. Nazwa gminy pochodzi od wsi Ostrów Kaliski, lecz siedzibą władz gminy były Brzeziny.
W okresie międzywojennym gmina Ostrów Kaliski należała do powiatu kaliskiego w woj. łódzkim. 1 kwietnia 1938 roku gminę wraz z całym powiatem kaliskim przeniesiono do woj. poznańskiego.
Po wojnie gmina zachowała przynależność administracyjną. Według stanu z dnia 1 lipca 1952 roku gmina składała się z 19 gromad: Aleksandria, Brzeziny, Czempisz, Dzięcioły, Fajum, Giżyce, Jagodziniec, Jamnice, Mączniki, Ostrów Kaliski, Pieczyska, Racławice, Renta, Rożenno, Świerczyna, Wrząca, Zagórna, Zajączki i Zajączki Bankowe.
Jednostka została zniesiona 29 września 1954 roku wraz z reformą wprowadzającą gromady w miejsce gmin. Po reaktywowaniu gmin z dniem 1 stycznia 1973 roku gminy Ostrów Kaliski nie przywrócono, utworzono natomiast jej terytorialny odpowiednik, gminę Brzeziny.
Zobacz też: gmina Ostrów